# كاظمي خلف (دار خوين)
كاظمي خلف (بالفارسية: کاظمی خلف) هي منطقة سكنية تقع في إيران في قسم دار خوين الريفي. يقدر عدد سكانها بـ 120 نسمة بحسب إحصاء 2016.